# Demetrio Carceller Coll
Demetrio Carceller Coll   (gener 1930 - Galapagar, 29 de setembre de 2023) fou un hereu multimilionari i empresari portuguès.

## Biografia
Carceller Coll va heretar dues empreses del seu pare, el ministre franquista Demetrio Carceller Segura, la cadena de gasolineres Disa Corp, i la cerveseria Damm. A través de Corporació Econòmica Damm, S. a., filial de Damm, S. a. fou accionista de l'empresa alimentària Ebro Foods i la constructora Sacyr.
Va estar casat i va tenir cinc fills, i va viure entre Londres i Portugal. Els seus negocis van passar a mans del seu fill, Demetrio Carceller Arce. El 2016 Carceller Coll va ser condemnat per 13 delictes contra la hisenda pública, i el seu fill, Demetrio Carceller Arce, per quatre. Per a evitar la presó va pagar una multa històrica a l'Agència Tributària de 92 milions d'euros. La sentència va establir que havia simulat la seva residència a Portugal i va forjar un entramat societari amb empreses als Països Baixos per a evadir el pagament d'impostos al fisc espanyol.